# Tercera Federación - Grupo XV 2024-25
La temporada 2024-25 del Grupo XV de la Tercera Federación de fútbol comenzó el 8 de septiembre de 2024 y finalizó el 11 de mayo de 2025. Posteriormente se disputó la promoción de ascenso entre el 18 de mayo y el 8 de junio en su fase territorial, y para finalizar en su fase nacional entre el 15 y 22 de junio. Se trata de la cuarta edición tras la restructuración de las categorías no profesionales por parte de la RFEF a causa de la pandemia global causada por el Coronavirus; y es la quinta categoría a nivel nacional.

## Sistema de competición
Participan dieciocho clubes encuadrados en un único grupo. Se enfrentan todos contra todos en dos ocasiones -una en campo propio y otra en campo contrario- durante un total de 34 jornadas. El orden de los encuentros se decide por sorteo antes de empezar la competición. La Federación de Fútbol de Navarra es la responsable de designar las fechas de los partidos y los árbitros de cada encuentro, reservando al equipo local la potestad de fijar el horario exacto de cada encuentro.
Una vez finalizada la competición, el primer clasificado asciende directamente a Segunda Federación y se proclama campeón de Tercera Federación.
Los clasificados entre el segundo y el quinto lugar disputan un Play Off territorial en formato de eliminatorias a doble partido ida y vuelta. En caso de empate el vencedor de la eliminatoria es el equipo mejor clasificado. El equipo vencedor de este Play Off se clasifica a la Promoción de ascenso a Segunda Federación que tiene carácter de final interterritorial.
Los tres últimos clasificados descienden directamente a Primera Autonómica de Navarra. Puede haber más descensos por arrastre provocados por descensos de superior categoría.

## Ascensos y descensos
| Pos. | Ascendidos a 2.ª Federación |
| ---- | --------------------------- |
| 1º   | C. D. Subiza                |

| Pos. | Descendidos de 2.ª Federación |
| ---- | ----------------------------- |
| 14º  | A. D. San Juan                |
| 15º  | U. D. Mutilvera               |
| 17º  | C. D. Valle de Egüés          |

| Pos. | Acendidos de Primera Autonómica |
| ---- | ------------------------------- |
| 1º   | Rotxapea C. D.                  |
| 3º   | Atlético Artajonés              |
| 4º   | C. D. Gares                     |

| Pos. | Descendidos a Primera Autonómica |
| ---- | -------------------------------- |
| 14.º | C. D. Oberena                    |
| 15.º | C. D. Avance Ezcabarte           |
| 16.º | C. D. Lerinés                    |
| 17.º | S. D. Lagunak                    |
| 18.º | C. D. Alesves                    |

## Equipos

### Listado de equipos
| Equipo               | Localidad       | Estadio                           | Capacidad |
| -------------------- | --------------- | --------------------------------- | --------- |
| C. D. Ardoi          | Zizur Mayor     | El Pinar                          | 1.500     |
| Atlético Artajonés   | Artajona        | La Alameda                        |           |
| Atlético Cirbonero   | Cintruénigo     | San Juan                          | 1.000     |
| Beti Kozkor K. E.    | Lecumberri      | Complejo Plazaola                 | 1.500     |
| C. D. Beti Onak      | Villava         | Lorenzo Goikoa                    | 2.000     |
| F.C.Bidezarra        | Noáin           | Municipal El Soto                 | 2.000     |
| U. C. D. Burladés    | Burlada         | Ripagaina                         | 4.000     |
| U. D. C. Chantrea    | Pamplona        | Instalaciones Deportivas Chantrea | 2.500     |
| C. D. Cantolagua     | Sangüesa        | Municipal Cantolagua              | 1.000     |
| C. D. Cortes         | Cortes          | San Francisco Javier              | 1.500     |
| C. D. Gares          | Puente la Reina | Osabidea                          |           |
| C. D. Huarte         | Huarte          | Areta                             | 1.500     |
| U. D. Mutilvera      | Mutilva         | Valle de Aranguren                | 2.000     |
| C. D. Pamplona       | Pamplona        | Beitikuntzea                      | 1.000     |
| Peña Sport F. C.     | Tafalla         | San Francisco                     | 4.000     |
| Rotxapea C. D.       | Pamplona        |                                   |           |
| A. D. San Juan       | Pamplona        | San Juan                          | 1.000     |
| C. D. Valle de Egüés | Sarriguren      | Sarriguren                        | 2.000     |

| Ardoi At. Artajonés At. Cirbonero Beti Kozkor Beti Onak Bidezarra Burladés Cantolagua Chantrea Cortes Gares Huarte Mutilvera Pamplona Peña Sport Rotxapea San Juan Valle de Egüés |

## Clasificación
| Pos. | Equipo                 | Pts. | PJ | G  | E  | P  | GF | GC | Dif. |                                                                              |
| ---- | ---------------------- | ---- | -- | -- | -- | -- | -- | -- | ---- | ---------------------------------------------------------------------------- |
| 1    | U. D. Mutilvera (A, C) | 76   | 34 | 23 | 7  | 4  | 61 | 22 | +39  | Ascenso a Segunda Federación                                                 |
| 2    | C. D. Valle de Egüés   | 75   | 34 | 23 | 6  | 5  | 63 | 21 | +42  | Play-Offs Ascenso a Promoción de Ascenso a Segunda Federación y Copa del Rey |
| 3    | A. D. San Juan         | 64   | 34 | 18 | 10 | 6  | 56 | 26 | +30  | Play-Offs Ascenso a Segunda Federación                                       |
| 4    | C. D. Cortes           | 62   | 34 | 18 | 8  | 8  | 48 | 28 | +20  | Play-Offs Ascenso a Segunda Federación                                       |
| 5    | Peña Sport F. C.       | 58   | 34 | 15 | 13 | 6  | 55 | 28 | +27  | Play-Offs Ascenso a Segunda Federación                                       |
| 6    | U. D. C. Chantrea      | 57   | 34 | 16 | 9  | 9  | 58 | 49 | +9   |                                                                              |
| 7    | C. D. Huarte           | 57   | 34 | 16 | 9  | 9  | 54 | 39 | +15  |                                                                              |
| 8    | C. D. Ardoi            | 55   | 34 | 16 | 7  | 11 | 41 | 30 | +11  |                                                                              |
| 9    | C. D. Pamplona         | 50   | 34 | 13 | 11 | 10 | 45 | 43 | +2   |                                                                              |
| 10   | Atlético Cirbonero     | 45   | 34 | 11 | 12 | 11 | 46 | 39 | +7   |                                                                              |
| 11   | F. C. Bidezarra        | 44   | 34 | 10 | 14 | 10 | 39 | 41 | −2   |                                                                              |
| 12   | Beti Kozkor K. E.      | 37   | 34 | 9  | 10 | 15 | 38 | 48 | −10  |                                                                              |
| 13   | Atlético Artajonés     | 33   | 34 | 7  | 12 | 15 | 36 | 57 | −21  |                                                                              |
| 14   | C. D. Beti Onak        | 33   | 34 | 9  | 6  | 19 | 32 | 50 | −18  |                                                                              |
| 15   | U. C. D. Burladés (D)  | 26   | 34 | 6  | 8  | 20 | 47 | 73 | −26  | Descenso a Primera Autonómica por arrastre                                   |
| 16   | Rotxapea C. D. (D)     | 23   | 34 | 5  | 8  | 21 | 39 | 83 | −44  | Descenso a Primera Autonómica                                                |
| 17   | C. D. Gares (D)        | 22   | 34 | 5  | 7  | 22 | 25 | 63 | −38  | Descenso a Primera Autonómica                                                |
| 18   | C. D. Cantolagua (D)   | 18   | 34 | 3  | 9  | 22 | 32 | 75 | −43  | Descenso a Primera Autonómica                                                |

Actualizado a los partidos jugados el 11 de mayo de 2025.
 Fuente: BeSoccer

## Resultados
| Local \ Visitante    | ARD | ATA | ATC | BEK | BEO | BID | BUR | CAN | CHA | COR | GAR | HUA | MUT | PAM | PEÑ | ROT | SAN | VAL |
| -------------------- | --- | --- | --- | --- | --- | --- | --- | --- | --- | --- | --- | --- | --- | --- | --- | --- | --- | --- |
| C. D. Ardoi          | —   | 2–1 | 1–0 | 1–0 | 1–0 | 1–2 | 2–0 | 2–0 | 2–1 | 1–1 | 3–2 | 0–1 | 2–2 | 1–0 | 0–0 | 4–1 | 0–1 | 1–2 |
| Atlético Artajonés   | 2–1 | —   | 1–1 | 2–4 | 3–0 | 1–1 | 2–1 | 2–2 | 1–1 | 2–1 | 1–1 | 1–1 | 0–0 | 1–2 | 3–3 | 2–1 | 1–1 | 0–1 |
| Atlético Cirbonero   | 1–0 | 1–1 | —   | 2–0 | 1–2 | 2–3 | 1–1 | 1–1 | 1–1 | 0–2 | 3–0 | 1–1 | 3–0 | 1–2 | 0–0 | 4–0 | 1–3 | 1–0 |
| Beti Kozkor K. E.    | 0–0 | 5–0 | 0–2 | —   | 1–3 | 1–1 | 3–0 | 2–0 | 1–2 | 0–0 | 1–0 | 1–2 | 0–1 | 1–1 | 0–2 | 2–0 | 0–3 | 1–2 |
| C. D. Beti Onak      | 0–2 | 2–1 | 2–0 | 1–2 | —   | 1–2 | 0–0 | 1–1 | 0–1 | 1–2 | 2–0 | 1–2 | 0–1 | 2–0 | 0–2 | 2–1 | 2–0 | 1–1 |
| F. C. Bidezarra      | 1–1 | 4–1 | 3–1 | 0–2 | 2–0 | —   | 0–1 | 2–2 | 0–1 | 1–1 | 2–0 | 0–0 | 1–2 | 2–1 | 1–1 | 1–1 | 0–0 | 0–0 |
| U. C. D. Burladés    | 0–2 | 0–1 | 3–1 | 2–2 | 3–1 | 0–1 | —   | 3–4 | 3–3 | 1–3 | 5–1 | 3–4 | 0–1 | 2–3 | 1–1 | 5–4 | 0–0 | 0–3 |
| C. D. Cantolagua     | 1–2 | 1–3 | 0–0 | 0–1 | 1–4 | 2–1 | 2–2 | —   | 2–4 | 1–3 | 2–0 | 2–2 | 0–1 | 3–3 | 1–4 | 1–3 | 0–4 | 0–2 |
| U. D. C. Chantrea    | 2–0 | 3–1 | 1–1 | 6–2 | 1–1 | 0–1 | 3–0 | 2–1 | —   | 3–0 | 1–0 | 1–0 | 1–1 | 2–2 | 3–1 | 3–0 | 0–2 | 1–3 |
| C. D. Cortes         | 1–2 | 1–0 | 1–2 | 0–0 | 2–0 | 3–1 | 5–1 | 3–0 | 2–0 | —   | 1–0 | 3–2 | 1–3 | 2–0 | 2–1 | 2–1 | 0–0 | 1–0 |
| C. D. Gares          | 0–2 | 0–0 | 0–2 | 1–1 | 3–1 | 3–1 | 2–2 | 1–0 | 1–1 | 0–2 | —   | 2–1 | 0–0 | 1–4 | 0–2 | 2–1 | 1–1 | 0–3 |
| C. D. Huarte         | 2–1 | 4–0 | 1–1 | 1–0 | 2–0 | 1–1 | 3–2 | 3–0 | 1–2 | 1–0 | 3–0 | —   | 1–1 | 4–0 | 2–0 | 1–1 | 1–3 | 2–1 |
| U. D. Mutilvera      | 1–0 | 2–1 | 2–1 | 2–0 | 3–0 | 1–0 | 3–0 | 4–0 | 6–0 | 1–0 | 3–1 | 4–1 | —   | 2–0 | 0–0 | 7–0 | 2–1 | 0–3 |
| C. D. Pamplona       | 0–0 | 2–1 | 0–1 | 2–2 | 1–0 | 0–0 | 4–1 | 1–0 | 2–0 | 0–0 | 3–1 | 2–0 | 1–1 | —   | 0–4 | 2–2 | 2–0 | 2–0 |
| Peña Sport F. C.     | 0–0 | 4–0 | 2–2 | 1–1 | 3–0 | 1–1 | 3–0 | 2–0 | 2–2 | 0–0 | 1–0 | 1–0 | 2–1 | 3–1 | —   | 6–2 | 1–0 | 1–2 |
| Rotxapea C. D.       | 2–4 | 0–0 | 1–4 | 1–1 | 0–0 | 2–2 | 1–3 | 3–2 | 1–2 | 0–3 | 3–0 | 2–1 | 0–1 | 2–1 | 1–1 | —   | 1–3 | 1–4 |
| A. D. San Juan       | 2–0 | 3–0 | 1–1 | 4–1 | 2–2 | 4–0 | 2–1 | 4–0 | 4–3 | 0–0 | 3–1 | 0–1 | 0–2 | 1–1 | 1–0 | 1–0 | —   | 1–1 |
| C. D. Valle de Egüés | 1–0 | 1–0 | 3–1 | 3–0 | 2–0 | 3–1 | 2–1 | 0–0 | 4–1 | 3–0 | 2–1 | 2–2 | 2–0 | 0–0 | 1–0 | 6–0 | 0–1 | —   |

## Play Off de Ascenso a Segunda Federación
|  | Semifinales                                             | Semifinales                                             | Semifinales                                             | Semifinales                                             | Semifinales                                             |   |    | Final                                                | Final                                                | Final                                                | Final                                                | Final                                                |  |
|  | 17-18 de mayo de 2025 (ida) 24 de mayo de 2025 (vuelta) | 17-18 de mayo de 2025 (ida) 24 de mayo de 2025 (vuelta) | 17-18 de mayo de 2025 (ida) 24 de mayo de 2025 (vuelta) | 17-18 de mayo de 2025 (ida) 24 de mayo de 2025 (vuelta) | 17-18 de mayo de 2025 (ida) 24 de mayo de 2025 (vuelta) |   |    | 31 de mayo de 2025 (ida) 7 de junio de 2025 (vuelta) | 31 de mayo de 2025 (ida) 7 de junio de 2025 (vuelta) | 31 de mayo de 2025 (ida) 7 de junio de 2025 (vuelta) | 31 de mayo de 2025 (ida) 7 de junio de 2025 (vuelta) | 31 de mayo de 2025 (ida) 7 de junio de 2025 (vuelta) |  |
|  |                                                         |                                                         |                                                         |                                                         |                                                         |   |    |                                                      |                                                      |                                                      |                                                      |                                                      |  |
|  |                                                         |                                                         |                                                         |                                                         |                                                         |   |    |                                                      |                                                      |                                                      |                                                      |                                                      |  |
|  | 4º                                                      | C. D. Cortes                                            | 1                                                       | 1                                                       | 2                                                       |   |    |                                                      |                                                      |                                                      |                                                      |                                                      |  |
|  | 4º                                                      | C. D. Cortes                                            | 1                                                       | 1                                                       | 2                                                       |   |    |                                                      |                                                      |                                                      |                                                      |                                                      |  |
|  | 3º                                                      | A. D. San Juan                                          | 1                                                       | 0                                                       | 1                                                       |   |    |                                                      |                                                      |                                                      |                                                      |                                                      |  |
|  | 3º                                                      | A. D. San Juan                                          | 1                                                       | 0                                                       | 1                                                       |   | 4º | C. D. Cortes                                         | 0                                                    | 3                                                    | 3                                                    |                                                      |  |
|  |                                                         |                                                         |                                                         |                                                         |                                                         |   | 4º | C. D. Cortes                                         | 0                                                    | 3                                                    | 3                                                    |                                                      |  |
|  |                                                         |                                                         | 5º                                                      | Peña Sport F. C.                                        | 2                                                       | 0 | 2  |                                                      |                                                      |                                                      |                                                      |                                                      |  |
|  | 5º                                                      | Peña Sport F. C.                                        | 5º                                                      | Peña Sport F. C.                                        | 2                                                       | 0 | 2  | 1                                                    | 1                                                    | 2                                                    |                                                      |                                                      |  |
|  | 5º                                                      | Peña Sport F. C.                                        |                                                         |                                                         |                                                         |   |    | 1                                                    | 1                                                    | 2                                                    |                                                      |                                                      |  |
|  | 2º                                                      | C. D. Valle de Egüés                                    | 0                                                       | 1                                                       | 1                                                       |   |    |                                                      |                                                      |                                                      |                                                      |                                                      |  |
|  | 2º                                                      | C. D. Valle de Egüés                                    | 0                                                       | 1                                                       | 1                                                       |   |    |                                                      |                                                      |                                                      |                                                      |                                                      |  |
|  |                                                         |                                                         |                                                         |                                                         |                                                         |   |    |                                                      |                                                      |                                                      |                                                      |                                                      |  |